# Oreopanax nubigenus
Oreopanax nubigenus är en araliaväxtart som beskrevs av Standl. Oreopanax nubigenus ingår i släktet Oreopanax och familjen Araliaceae. Inga underarter finns listade.